# Megalodontes merceti
Megalodontes merceti is een vliesvleugelig insect uit de familie van de Megalodontesidae. De wetenschappelijke naam van de soort is voor het eerst geldig gepubliceerd in 1904 door Konow.